# Ла Бодега (Темаматла)
Ла Бодега (шп. La Bodega) насеље је у Мексику у савезној држави Мексико у општини Темаматла. Насеље се налази на надморској висини од 2270 м.

## Становништво
Према подацима из 2005. године у насељу је живело 10 становника.

### Хронологија
| Година       | 2000 | 2005 |
| ------------ | ---- | ---- |
| Становништво | 3    | 10   |

### Попис
| # | Индикатор                        | Вредност |
| - | -------------------------------- | -------- |
| 1 | Укупно појединачних домаћинстава | 2        |